# TapTap
TapTap est une communauté interactive pour les joueurs en Chine continentale, offrant des téléchargements gratuits et des achats payants de titres de jeux portables par le biais de canaux officiels. En avril 2016, Easy Play (Shanghai) Network Technology Co., Ltd, initiée et investie par Heartbeat Network à Shanghai, est actuellement responsable de la version web de TapTap, du développement des clients et de l'exploitation et de la maintenance. 

## Historique
Le 9 mars 2017, la « zone des jeux controversés » de TapTap a été mise en ligne. 
Le 17 avril 2017, TapTap a fêté son 1er anniversaire. Cette année, TapTap a accumulé plus de 20 millions d'utilisateurs, avec une activité quotidienne de plus d'un million et une activité quotidienne moyenne d'environ 800 000. Au cours de cette année, plus de 20 000 créateurs et développeurs de jeux ont été stationnés sur TapTap et ont publié leurs jeux sur la plateforme. 
Le 25 mai 2017, lors de la classe ouverte de Youjiu, où convergeaient les joueurs de l'industrie, le directeur des affaires à l'étranger de TapTap, Cui Wei, a prononcé un discours public indiquant que l'activité quotidienne de TapTap dépassait 1,1 million, l'activité mensuelle dépassait 6 millions et le nombre total d'utilisateurs dépassait 22 millions.

## Réglementation
En novembre 2017, TapTap a été notifié par l'Administration générale de la radio, du cinéma et de la télévision pour avoir fourni des jeux étrangers sans numéro de publication à télécharger. Et à l'époque, TapTap a immédiatement répondu par une annonce disant : « À partir du 8 novembre, un examen du contenu des jeux sur la station sera effectué, et après l'examen, les jeux qui n'ont pas obtenu les qualifications légales cesseront de télécharger les services, et les jeux qui répondent aux spécifications reprendront le téléchargement les uns après les autres ». 
Le ministère de la Propagande, le Bureau central d'information sur Internet, le ministère de l'Éducation, le ministère de la Sécurité publique, le ministère de la Culture et d'autres départements ont récemment publié conjointement des « Avis sur la réglementation stricte de la gestion du marché des jeux en ligne ». Conformément au déploiement unifié des avis, les départements concernés ont mené des actions spéciales à l'échelle nationale pour réglementer strictement la gestion du marché des jeux en ligne.
Le 28 février 2018, le ministère de la Sécurité publique, le ministère de la Culture et le Bureau national de lutte contre la pornographie et l'illégalité ont annoncé les détails de l'affaire de publication illégale de Easy Play (Shanghai) Network Technology Co. La société a été reconnue coupable d'un grand nombre d'« activités de publication illégales », impliquant une énorme somme d'argent, et a dû « suspendre ses activités pendant trois mois » et a été condamnée à une amende d'environ 320 000 yuans.
Plus tard, TapTap a officiellement publié une annonce sur son forum, disant : « Nous avons été informés par les autorités compétentes que TapTap a violé les règlements des départements concernés en fournissant des jeux étrangers non approuvés pour le téléchargement en Chine, nous allons donc accepter la punition et effectuer une rectification complète à partir de maintenant, et arrêter d'exploiter des jeux en ligne pendant trois mois. À l'avenir, TapTap augmentera ses efforts d'autocorrection et se conformera strictement aux lois et règlements pertinents, et espère que les joueurs comprendront ». 
Le 2 mars 2018, l'actionnaire majoritaire et opérateur réel de TapTap, Heartbeat Network, a publié sur Sina Weibo : « À l'heure actuelle, les jeux gratuits sur TapTap peuvent toujours être téléchargés normalement, mais les jeux solo payants, y compris plusieurs jeux solo Android payants publiés par Heartbeat, ne sont plus disponibles à l'achat, et tous les jeux sur les tablettes seront soumis à un examen administratif. Les forums et autres fonctions ne seront pas fermés pendant la cessation des activités d'exploitation du jeu en ligne. Nous sommes impuissants mais nous devons la faire respecter. La mise en conformité se poursuivra avec l'introduction de jeux payants en provenance de l'étranger ».
Le 19 juin 2018, les travaux de rectification ont été achevés et les opérations normales ont repris. 

## Financement
Le 11 mai 2017, TapTap a reçu un investissement de série A de 150 millions de dollars mené par Heartbeat Network, Jibi et Flying Fish Technology.